# クリスティーナ・フォン・ザクセン (1461-1521)
クリスティナ・フォン・ザクセン（ドイツ語：Christina von Sachsen, 1461年12月25日 - 1521年12月8日）は、デンマーク・ノルウェー・スウェーデン王ハンスの王妃。デンマーク語ではクリスティーネ（Christine）。
ザクセン選帝侯エルンストと、バイエルン＝ミュンヘン公アルブレヒト3世の娘エリーザベトの娘として、トルガウ（現在のドイツ・ライプツィヒ行政管区の都市）で生まれた。1478年9月にコペンハーゲンでハンスと結婚、6子をもうけた。
- ハンス（1479年 - 1480年）
- エルンスト（1480年 - 1500年）
- クリスチャン2世（1481年 - 1559年）
- ヤコブ（1483年 - 1500年）
- エリサベト（1485年 - 1555年） - ブランデンブルク選帝侯ヨアヒム1世と結婚
- フランス（1497年 - 1511年）

クリスティナは、1521年にオーデンセで黒死病にかかり病没した。